# Morell (Isla del Príncipe Eduardo)
Morell es un municipio rural canadiense situado en la provincia de Isla del Príncipe Eduardo.

## Superficie
Morell tiene una superficie de 1,49 km².

## Demografía
En 2021, tenía 269 habitantes, una densidad poblacional de 180,3 hab./km², y 131 viviendas.